# Vetterové z Lilie
Vetterové z Lilie (německy Vetter von der Lilie) jsou rakouský šlechtický rod připomínaný od 14. století.
Vlastnili statky ve Štýrsku, Slovinsku a na Moravě, jejich hlavním sídlem byl v letech 1660-1945 zámek Nová Horka. V roce 1653 byli povýšeni do hraběcího stavu, nejvýznamnější osobností rodu byl Felix Vetter (1830-1913), dlouholetý zemský hejtman na Moravě. Dnes žijí převážně v Rakousku.

## Dějiny rodu

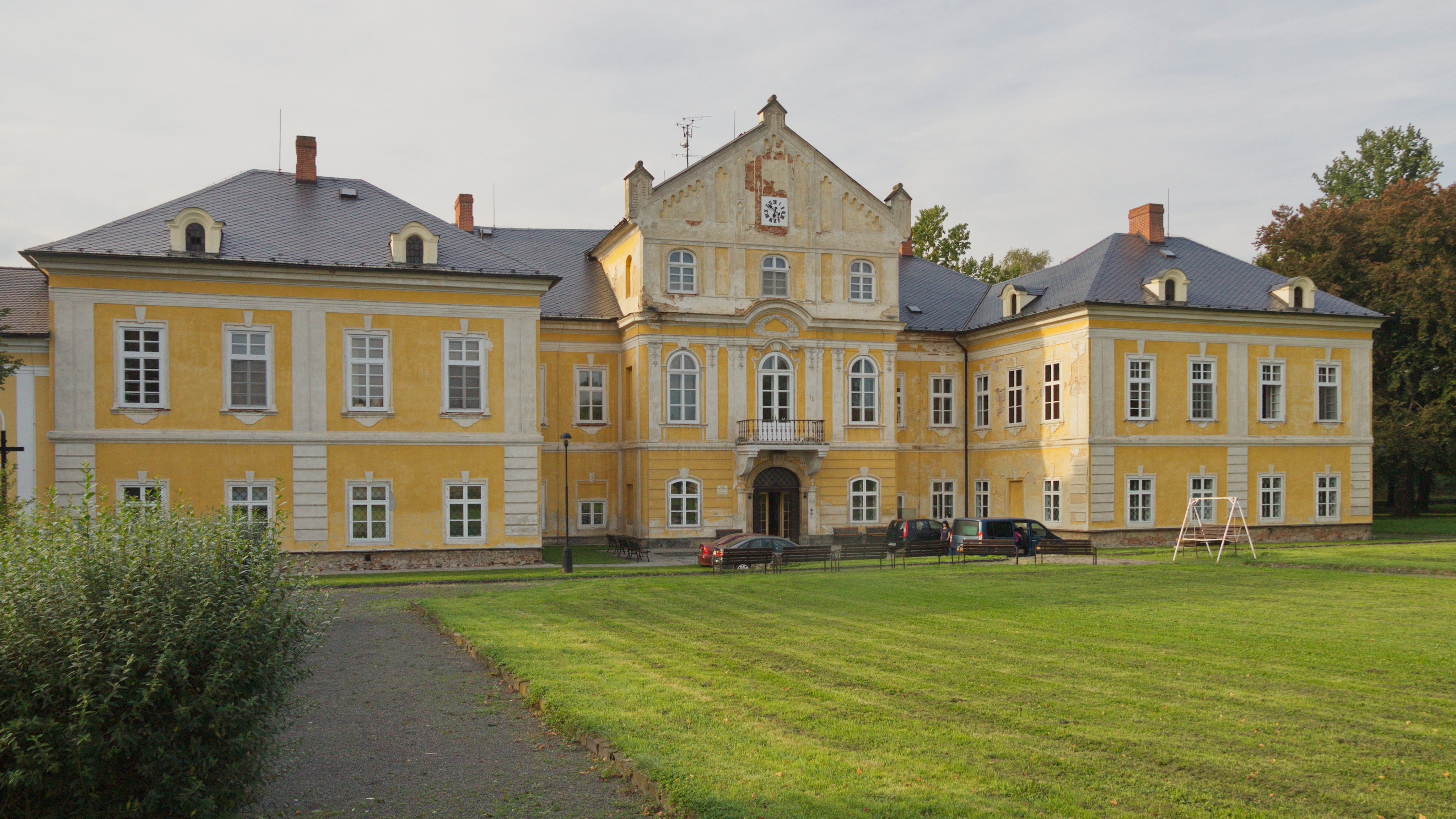
Zámek Nová Horka, hlavní sídlo Vetterů 1660-1945

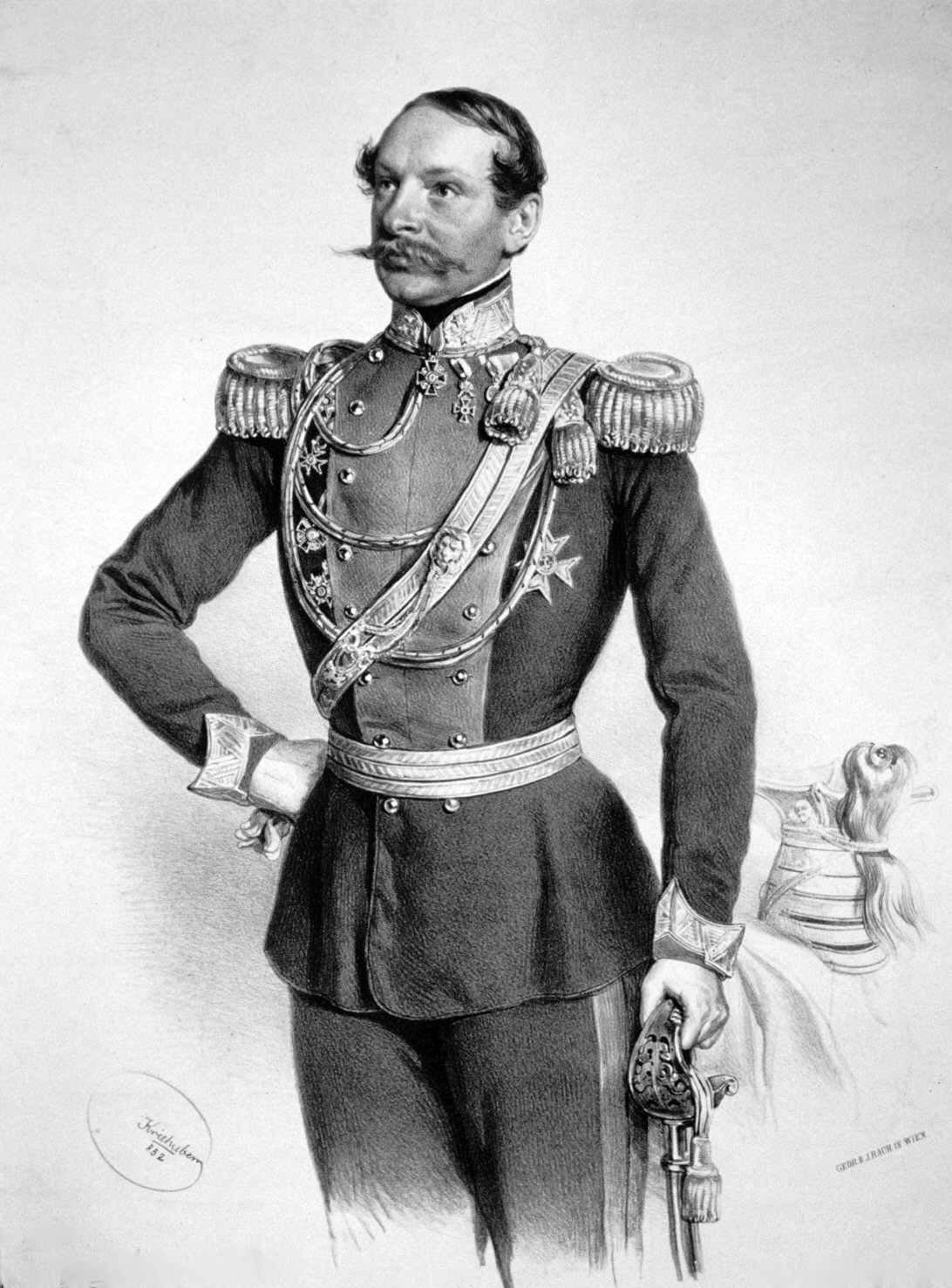
C.k. polní podmaršál Ferdinand Vetter z Lilie (1812-1882)

Díky erbu s třemi liliemi vznikla rodová legenda o spříznění s francouzským královským rodem Valois, ta ale není nijak podložená. Prokazatelně se rod připomíná od 14. století, vzestupu dosáhl po vstupu do služeb císaře Maxmiliána. Melchior Vetter vlastnil počátkem 16. století nemovitosti v Ptuji a Štýrském Hradci a v roce 1532 získal erb. V dalších generacích rozšířili potomci majetek na rozhraní Štýrska a dnešního Slovinska, od roku 1587 jim patřil hrad Feistritz (dnešní Slovenska Bistrica ve Slovinsku). Z této linie, zvané později štýrská, byl Hans Vetter († 1594) císařským tajným radou a prezidentem rakouské komory. Jeho vnuk Baltazar byl v roce 1630 povýšen do panského stavu, štýrská větev však vymřela již v roce 1695.
Moravskou větev založil císařský plukovník Jan Baltazar Vetter (†1661), který vynikl a zbohatl v závěru třicetileté války, sňatkem s Polyxenou Renatou Sedlnickou z Choltic získal Čechy pod Kosířem na Prostějovsku a v roce 1660 koupil panství Nová Horka. Diplomem z 1. února 1653 byl povýšen do stavu hrabat. Jeho syn Ferdinand Fortunat (1650-1717) kromě statků na Moravě zdědil i část statků vymřelé štýrské větve (1695). Z dalších generací vynikl Karel Josef (1719-1792), který proslul jako dobrý hospodář, milovník umění a iniciátor přestavby zámku v Nové Horce.
Vetterové působili v nižších úřadech na severní Moravě a ve Slezsku nebo sloužili v armádě, ve vojenské kariéře dosáhl nejvyšší hodnosti Ferdinand Vetter (1812-1882), který byl c.k. polním podmaršálem. Jeho mladší bratr Gustav (1819-1897) byl generálmajorem a ve výslužbě zemřel na zámku v Sedlnici. Sňatky se Vetterové spříznili převážně s regionální šlechtou (Hodičtí z Hodic, Sobkové z Kornic, Orlíkové z Laziska). Výjimkou je sňatek Felixe Vettera (1774-1853), který se oženil s princeznou Friderikou Hohenzollern-Hechingen (1795-1878). Ta adoptovala a vychovala svého osiřelého synovce Felixe (1830-1913), který se stal nejvýznamnější osobností rodu. Byl dlouholetým poslancem moravského zemského sněmu a Říšské rady a v letech 1884-1906 moravským zemským hejtmanem. Významným členem rodu byl i jeho syn Mořic (1856-1945), který vystudoval medicínu a kromě čestných hodností byl též poslancem Moravského zemského sněmu a získal dědičné členství v Panské sněmovně. Později byl ještě československým senátorem (1920-1925). Po druhé světové válce mu byly zkonfiskovány majetky v Československu i ve Slovinsku a zemřel krátce po odsunu v září 1945 těsně za hranicemi Moravy v Retzu. Potomci rodu žijí dnes převážně v Rakousku, JUDr. Karel Vetter (* 1938) působil v diplomacii a je majitelem hradu Neuhaus poblíž Štýrského Hradce.

## Vývoj majetku
Poté, co postoupili z měšťanského stavu mezi šlechtu, koupili Vetterové v roce 1587 hrad Feistritz (dnešní Slovenska Bistrica) a zdejší sídlo nechali v 17. století přestavět do současné podoby (panství přešlo v roce 1717 prodejem na rod Attemsů). Nedaleko odtud koupil císařský rada Jan Vejkart Vetter v roce 1665 panství Laško (dříve Tüffer), dnes taktéž ve Slovinsku. Krátce nato zde skoupil čtyři domy a zahrady od místních měšťanů a nechal postavit městský zámek, který po vymření štýrské větve přešel na rod Wildensteinů. Z rodu Wildensteinů po matce pocházela princezna Friderika Hohenzollern-Hechingen (1795-1878), která sňatkem s Felixem Vetterem přinesla Laško zpět do rodiny Vetterů. Jejich dědicové ale zdejší městský palác dlouhodobě pronajímali, protože sídlili na Moravě.

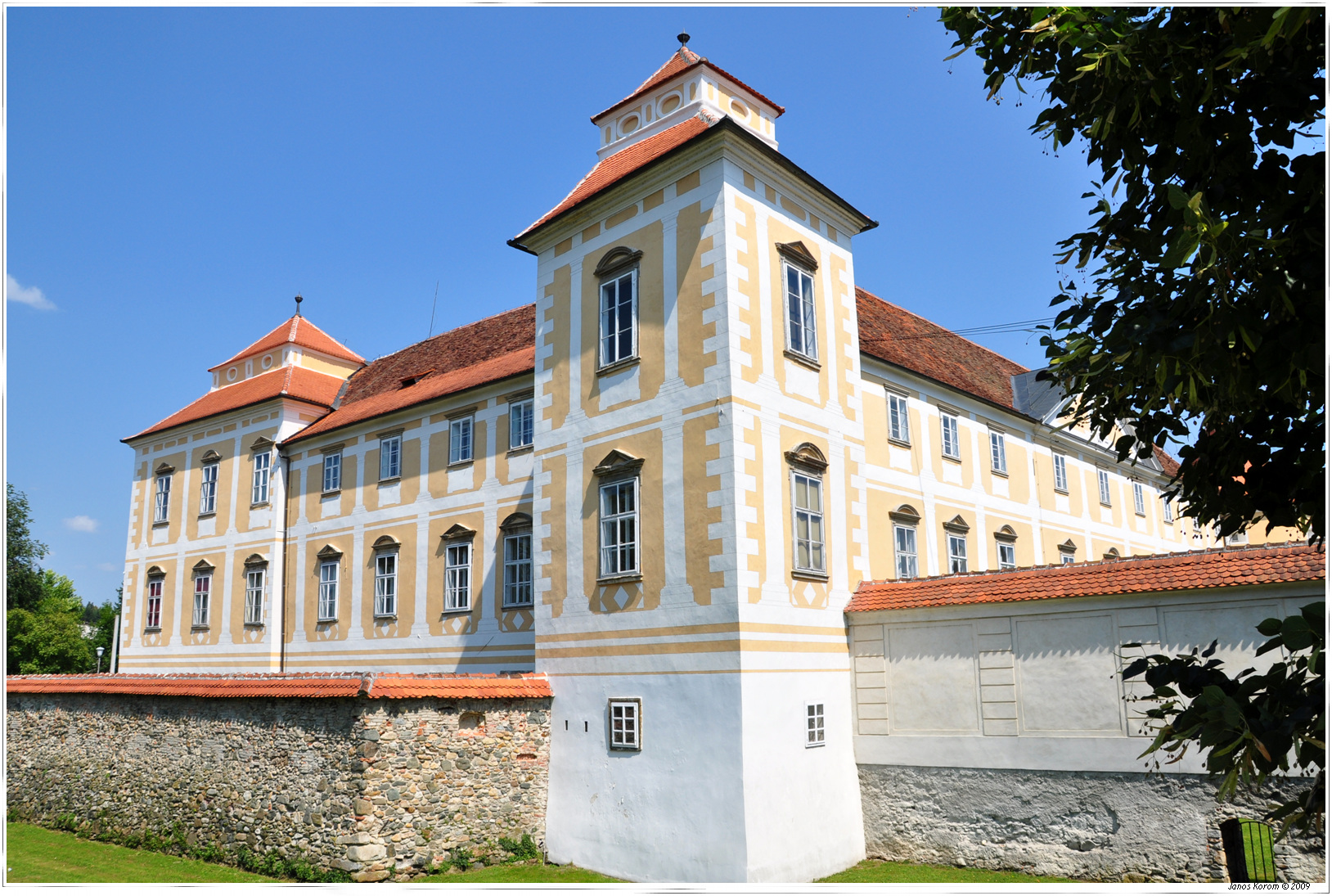
Zámek Slovenska Bistrica (Slovinsko), majetek Vetterů 1587-1717

Domestikaci rodu na Moravě zajistil císařský plukovník Jan Baltazar Vetter (†1661), který sňatkem získal Čechy pod Kosířem, kde pak rodina žila, v roce 1660 navíc koupil Novou Horku. Zatímco Čechy pod Kosířem byly již v roce 1665 prodány Skrbenským z Hříště, z Nové Horky se stalo hlavní rodové sídlo téměř na 300 let. O přestavbu zámku do současné podoby se zasloužil uměnímilovný Karel Josef Vetter (1719-1792), který také přispěl k rozšíření panství, když v roce 1763 přikoupil statek a zámek Kateřinice, tehdy došlo i k expanzi do Opolska (Miejsce Odrzanskie). Dočasně obohatil rodový majetek také c.k. tajný rada a komoří Vincenc Vetter (1785-1862), který od roku 1837 do smrti vlastnil velkostatek a zámek Přestavlky. Jeho synovec Felix (1830-1913) koupil v roce 1890 za 80 000 zlatých Sedlnici poblíž Nové Horky (dřívější název Manská Sedlnice), v roce 1891 přikoupil ještě sousední Trnávku.

## Erb

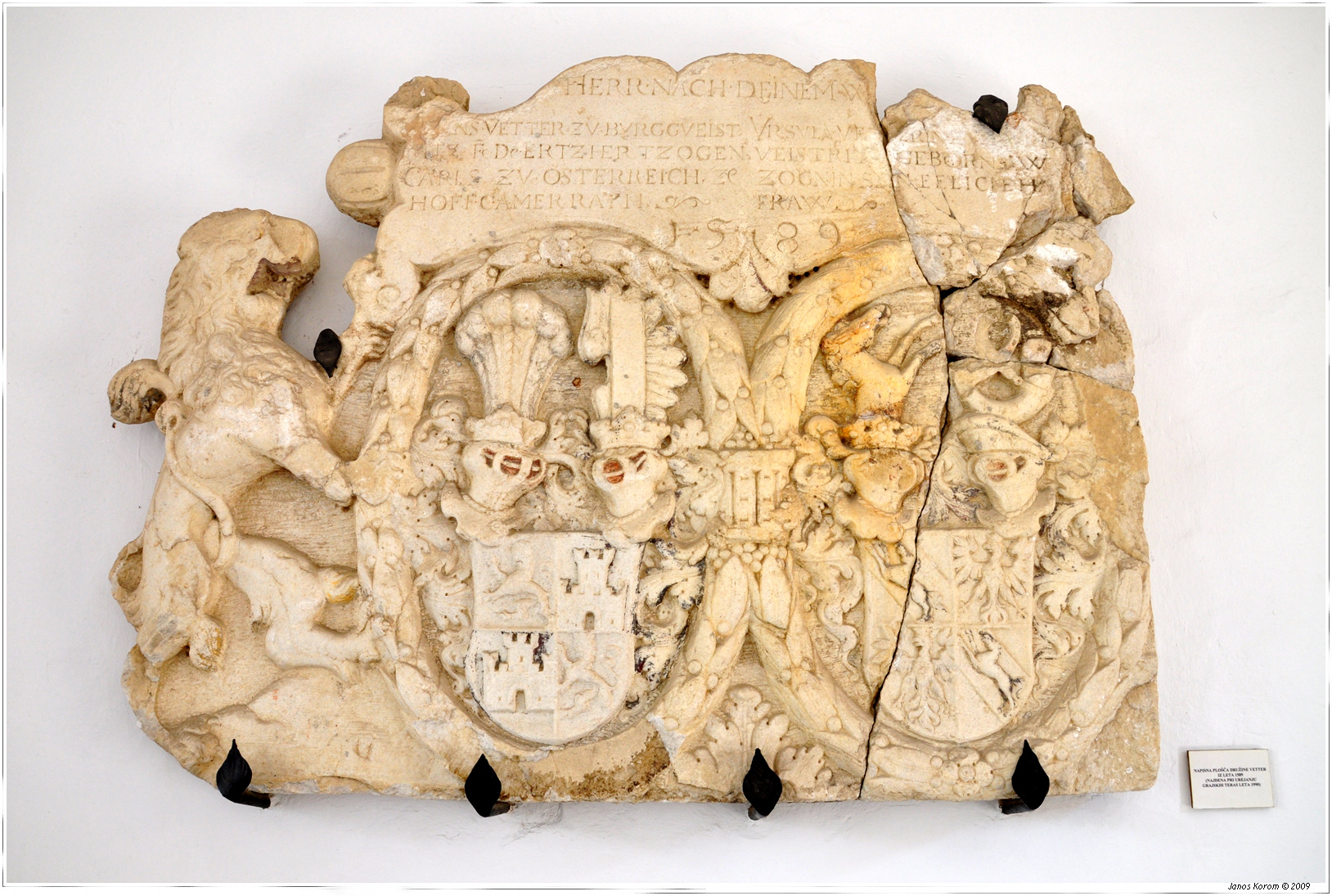
Erb Vetterů ze zámku Slovenska Bistrica

Po povýšení do hraběcího stavu byl znakem Vetterů černo-červeně čtvrcený štít s modrým středním štítkem s třemi liliemi. V prvním a čtvrtém poli je zlatý korunovaný dvouocasý lev, ve druhém a třetím poli stříbrná věž s černou branou a okny. Erb Vetterů je k vidění na několika místech v areálu zámku Nová Horka, dále například na rodových hrobech na hřbitově v nedalekých Albrechtičkách.

## Přehled rodových sídel
- Čechy pod Kosířem (1635-1661)
- Laško (dříve Tüffer, nyní Slovinsko. 1665-1695, 1828-1945)
- Nová Horka (1660-1945)
- Přestavlky (1837-1863)
- Sedlnice (1890-1945)
- Slovenska Bistrica (dříve Feistritz, nyní Slovinsko, 1587-1717)
- Trnávka (1891-1945)

## Významné osobnosti

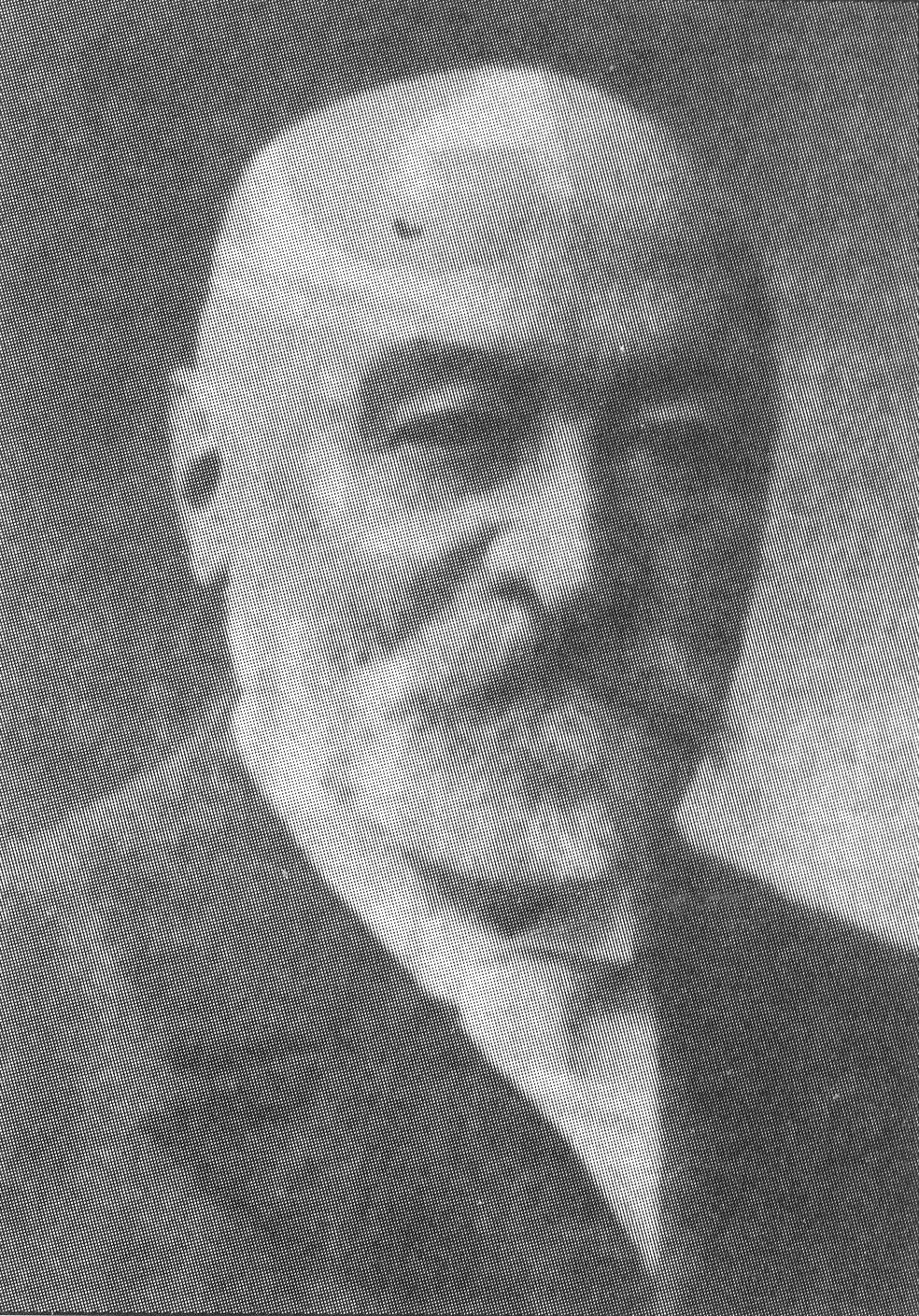
Hrabě Felix Vetter z Lilie, moravský zemský hejtman

- Ferdinand Vetter z Lilie (1812-1882), c.k. polní podmaršál
- Felix Vetter z Lilie (1830-1913), moravský zemský hejtman (1884-1906)
- Mořic Vetter z Lilie (1856-1945), poslanec moravského zemského sněmu a československý senátor